# Mailänder Schema

Einer von Bramantes Entwürfen für St. Peter: der sogenannte Pergamentplan

Das sogenannte Mailänder Schema bezeichnet in der Architektur einen Grundrissplan, der das geometrische Prinzip der quincunx aufgreift. Dabei wird die Grundrissgestalt eines griechischen Kreuzes mit Zentralkuppel so in ein Grundquadrat einbeschrieben, dass der Grundriss in den Diagonalachsen, zwischen den Kreuzarmen, durch vier Nebenkuppelräume erweitert wird.
Das Schema geht auf die frühchristliche Kapelle zum Heiligen Grabe (auch Cappella della Pietà bzw. Sacello di S. Satiro genannt) an der Kirche S. Satiro in Mailand zurück (9. Jh.). Sie diente vermutlich Donato Bramante als Inspirationsquelle für die von ihm entworfene Sakristei der Kirche Santa Maria presso San Satiro in Mailand. Diese bildet gemeinsam mit der fälschlicherweise Michelozzo zugeschriebenen, von Ventura Vitoni entworfenen Kirche S. Maria delle Grazie in Pistoia (beg. 1452, nach anderen Angaben 1469) den vorläufigen Endpunkt einer vor allem in der Renaissance beförderten Auseinandersetzung mit dem Zentralbau der frühchristlichen Vorbilder. Wichtige Studien sind Filaretes Entwürfe für Kirchen in den Idealstadt-Konzeptionen Sforzinda und Zagalia (1455–60), es begegnet jedoch auch bei Leonardo da Vinci. Das Schema bildet den Ausgangspunkt für Bramantes Entwurf für Sankt Peter und die ursprünglich vorgesehene Gesamtanlage des Tempietto in San Pietro in Montorio.
Das Schema wurde danach immer wieder aufgegriffen, so zum Beispiel für die Barockkirche San Carlo ai Catinari in Rom und die Kirche im Escorial und in der Gesamtanlage des Palais des Tuileries und im Whitehall-Palast. Ohne wesentliche Veränderungen fand es bis in die erste Hälfte des 20. Jahrhunderts hinein Verwendung (u. a. S. Maria Regina Pacis am Lido di Ostia, 1917–28).